# Medina cruralis
Medina cruralis là một loài ruồi trong họ Tachinidae.